# Кальміуське (село)
Кальміуське (до 2025 — Пищевик) — село в Україні, в Сартанській селищній територіальній громаді Маріупольського району Донецької області.

## Населення
За даними перепису 2001 року населення села становило 41 особу, з них 80,49 % визнали рідною українську мову та 19,51 % — російську.

## Історія

### Події російсько-української війни

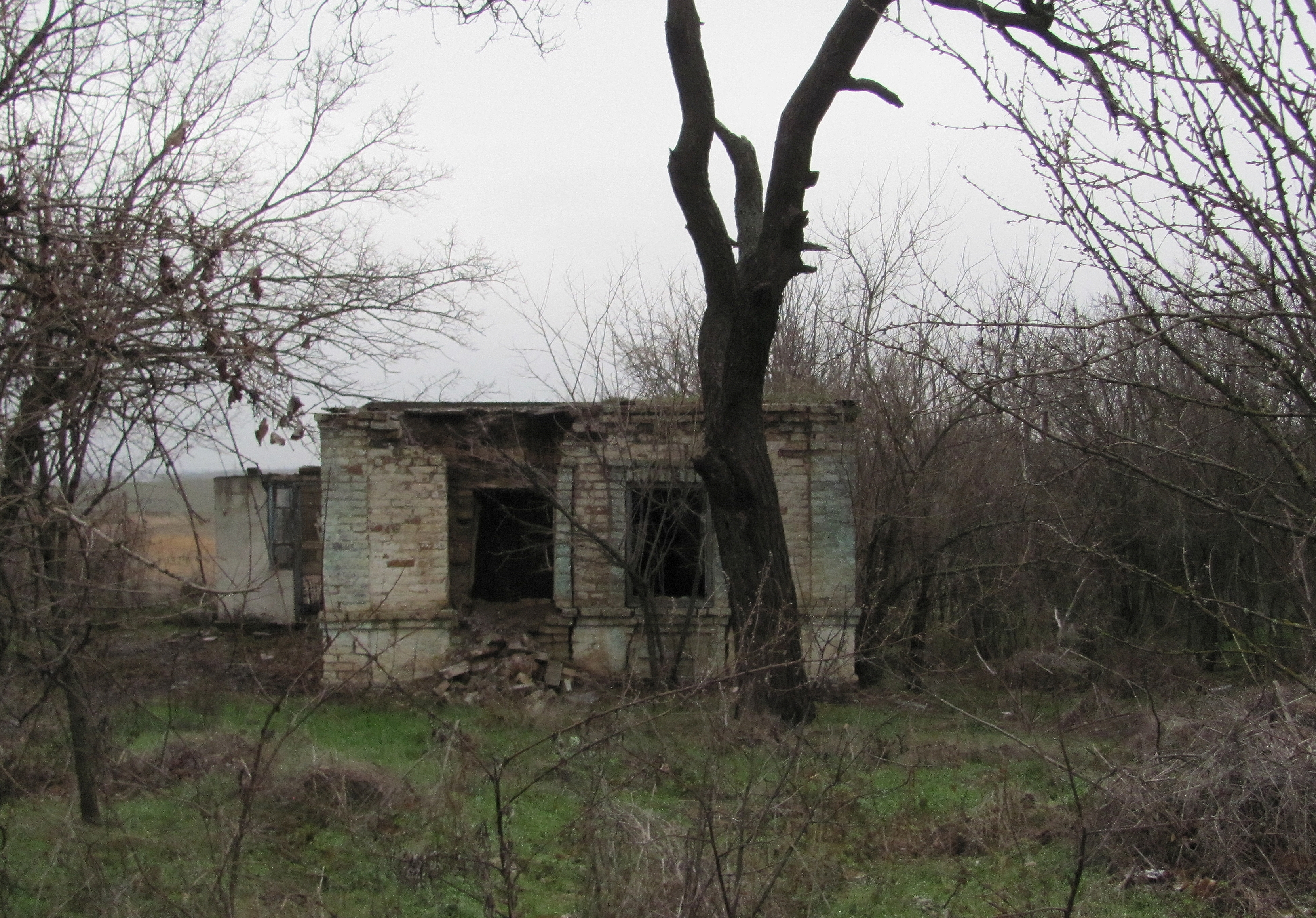
Внаслідок агресії російських військ у 2014—2015 роках багато будинків в селі було зруйновано.

22 жовтня 2014-го поблизу села українською розвідкою виявлено скупчення військової техніки бойовиків, що згодом зробили спробу форсування річки Кальміус. Атаку бойовиків вдалося відбити, терористи зазнали втрат і відступили в східному напрямі, у бою загинув один український військовий.
2 березня 2015-го розвідгрупа 801-го батальйону заїхала до села Пищевик, де зіштовхнулася з російськими терористами. В бою один військовик загинув — старший сержант Олександр Стрелюк, другий помер дорогою до лікарні — мічман Олег Стороженко. Ще двоє були поранені, один важко. 2 грудня 2015 року із «сірої зони» перейшло під контроль ЗСУ. 6 червня 2016-го у боях за Пищевик загинули 2 українські вояки, з них солдат Роман Крутько, ще 1 поранений.
28 лютого 2021 року неподалік Пищевика загинув молодший сержант Моісєєнко Сергій Олександрович з 36-ї окремої бригади морської піхоти імені контрадмірала Михайла Білинського. Боєць загинув у результаті обстрілу наших позицій російськими збройними формуваннями.
24 лютого 2022 року в ході масштабного російського вторгнення в Україну приблизно о третій годині дня в районі населеного пункту Пищевик відбувалися бої. Російські окупаційні війська намагалися прорвати оборону, застосувавши 16 танків. Щонайменше 3 танки ворога було знищено з ПТРК NLAW.
З кінця лютого 2022 року село перебуває під контролем російської окупаційної адміністрації.

## Контрольно-пропускний пункт

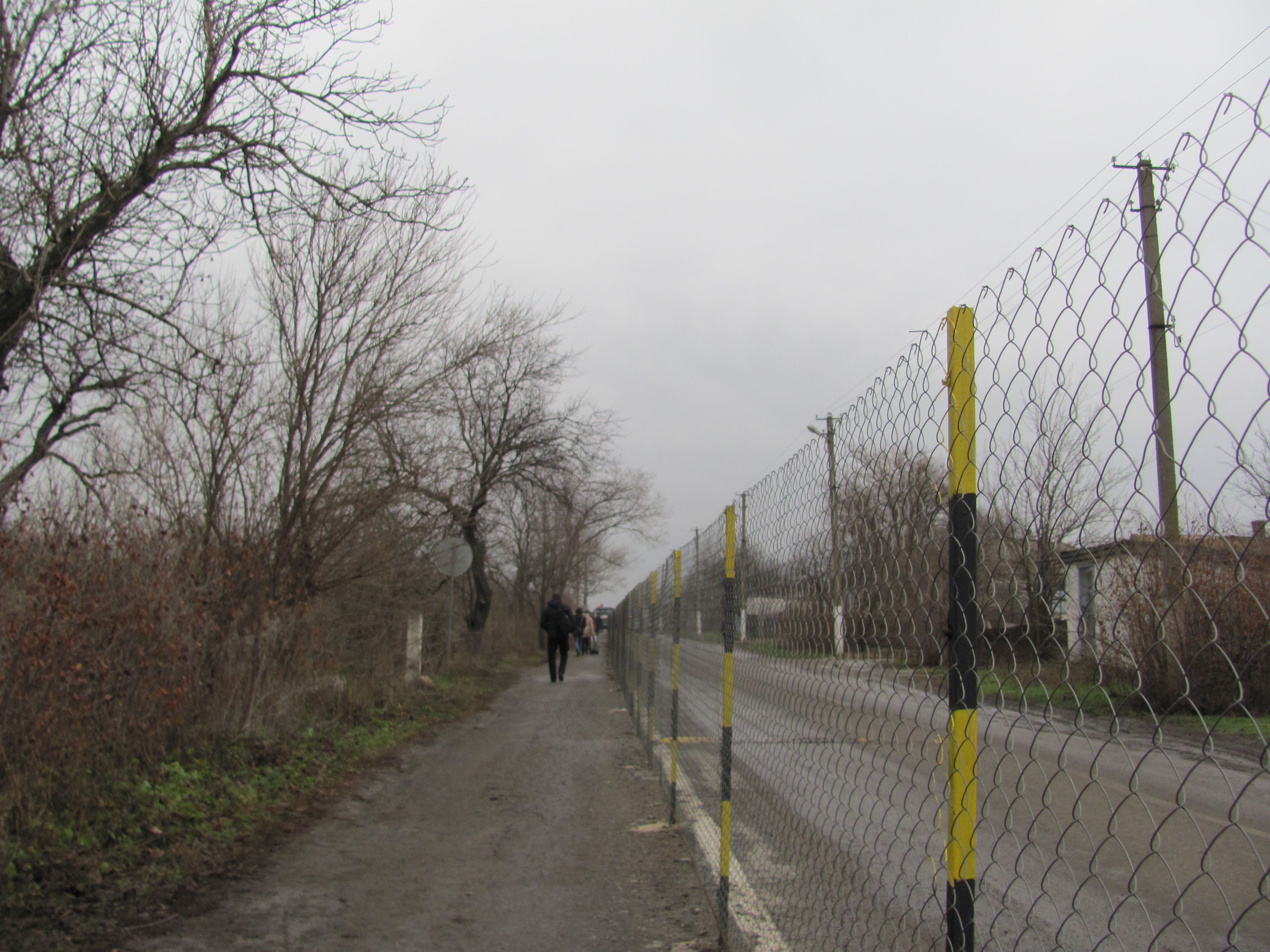
Пішохідний прохід через село до контрольно-пропускного пункту на лінії розмежування на лінії фронту з російськими військами, що існувала до лютого 2022 року. Фото 2018 року.

Після повернення Пищевика у 2015 році під контроль України, в ньому почав працювати КПП «Гнутово» на лінії розмежування з окупованими РФ територіями (при цьому власне село Гнутове розташоване південніше).

## Археологічні знахідки
Улітку 2006 року під час проведення археологічної розвідки лівого берега річки Кальміус за 2 км на південний захід від села Пищевик було відкрито і досліджено унікальну пам'ятку первісного мистецтва — малюнок великої рогатої худоби.